# Lilium jankae
Lilium jankae ist eine Pflanzenart aus der Gattung der Lilien (Lilium) in der Sektion Liriotypus.

## Beschreibung
Lilium jankae ist eine mehrjährige, krautige Pflanze.
Die zahlreichen, zerstreut um den Stängel stehenden lanzettlichen Laubblätter sind an Blattadern und -rändern behaart. Der Stängel ist rötlich.
Die Pflanze blüht mit ein bis vier türkenbundförmigen Blüten an kurzem Blütenstiel. Die sechs gleichgestalteten Blütenhüllblätter (Tepalen) sind kanariengelb und im Zentrum schwarz gepunktet. Der Pollen ist zinnoberrot.

## Verbreitung
Lilium jankae ist heimisch in Südkroatien, Bosnien, Teilen von Griechenland, in Serbien, den bulgarischen Rhodopen und im rumänischen Siebenbürgen in Höhenlagen zwischen 600 und 1300 m auf wenig humosen Lehm- und Geröllböden.

## Taxonomie und Systematik
Lilium jankae wurde 1877 durch Anton Joseph Kerner in Oesterreichische Botanische Zeitschrift Band 27, Seite 402 erstbeschrieben. Der Name ehrt seinen Freund den ungarischen Botaniker Viktor Janka von Bulcs. Ein Synonym von Lilium jankae A.Kern. ist Lilium carniolicum subsp. jankae (A. Kern.) Asch. & Graebn.
Als Teil der systematisch schwer auflösbaren Carniolicum-Gruppe war ihre systematische Position lange unklar, so wurde sie meist als Varietät der Krainer Lilie (Lilium carniolicum) beziehungsweise mit dieser im Rang einer Unterart als Varietät der Pyrenäen-Lilie (Lilium pyrenaicum) geführt. Eine molekulargenetische Untersuchung der Gruppe untermauerte jedoch ihren Rang als eigenständige Art.